# احمد خان (بازیکن هاکی روی چمن)

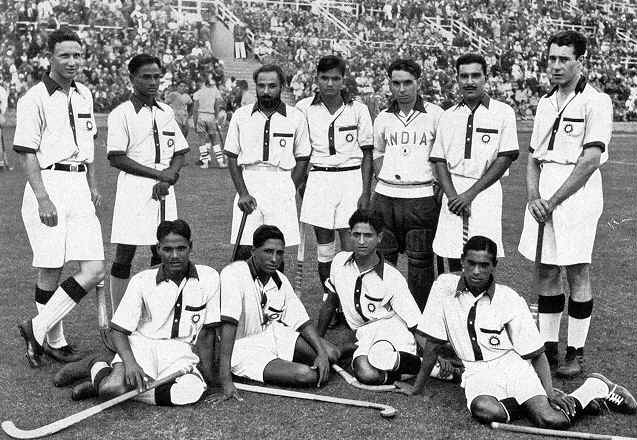
تیم ملی هاکی روی چمن مردان هند در سال ۱۹۳۶

احمد خان (انگلیسی: Ahmed Khan; ۱ نوامبر ۱۹۱۲ – ۱۳ مارس ۱۹۶۷) بازیکن هاکی روی چمن اهل هند بود.
وی به‌همراه تیم ملی هاکی روی چمن مردان هند به قهرمانی بازی‌های المپیک تابستانی ۱۹۳۶ دست پیدا کرده‌است.